# Guy Stéphan
Pour les articles homonymes, voir Stephan.
Guy Stéphan, né le 17 octobre 1956 à Ploumilliau (Côtes-d'Armor), est un footballeur français reconverti entraîneur. 
Il est entraîneur adjoint de l'équipe de France, vainqueur de l'Euro 2000 aux côtés de Roger Lemerre, champion du monde en 2018 et finaliste 2022 aux côtés de Didier Deschamps.

## Biographie

### Carrière de joueur
Guy Stephan évolue comme milieu offensif. Il est formé dans le club de Perros-Guirec. En 1976, il est détecté par l'EA Guingamp, club de D3 où il commence une carrière prometteuse à 19 ans. Il est alors international junior puis amateur en avril 1977. Le club monte en D2 dès 1977. En 1980, il signe à Rennes, toujours en D2, tout en menant avec succès des études de professeur d'éducation physique. 
Après deux années passées au Havre AC et à Orléans, il rejoint en 1985 le Stade Malherbe de Caen, qui vise la montée en Division 1. Un an plus tard, un accident de la route met une fin prématurée à sa carrière, à 29 ans.

### Carrière de technicien
Guy Stéphan décide immédiatement de devenir entraîneur. Le SM Caen lui propose de diriger son équipe réserve en 1987-1988, où il se fait remarquer. Il entraîne le FC Montceau, en D2, dès la saison 1988-1989, puis le FC Annecy. Guy Stéphan y fait ses classes jusqu'en 1992, date à laquelle Raymond Domenech, alors entraîneur de Lyon, fait appel à lui comme entraîneur-adjoint. Il le reste avec Jean Tigana deux années durant, avant de prendre à son tour les rênes de la formation lyonnaise en 1995. 
Sa carrière le mène ensuite à Bordeaux et c'est tout naturellement qu'on le retrouve entraîneur national à la DTN. Pendant quatre ans et demi, tout en formant les entraîneurs français, il entraînera l'équipe de France des 18 ans et celle des A. Adjoint de Roger Lemerre, il est de l'aventure victorieuse aux Pays-Bas (Euro 2000) et au Japon (Coupe des confédérations 2001).
En octobre 2002, le Sénégal retient sa candidature pour le poste de sélectionneur. Guy Stéphan doit cependant attendre janvier 2003 pour que le contrat soit signé. Il est démis de ses fonctions en juin 2005 après deux défaites seulement en matches officiels en 30 mois,. Il retrouve par la suite Jean Tigana dont il est, une saison et demie durant et jusqu'en juin 2007, l'adjoint au Besiktas Istanbul.
En mai 2009, il est nommé entraîneur-adjoint de Didier Deschamps à l'Olympique de Marseille. En juillet 2012, il est nommé entraîneur-adjoint de l'équipe de France avec Didier Deschamps comme sélectionneur avec lequel il atteindra la finale de l’Euro 2016 puis remportera la Coupe du monde en 2018 et la Ligue des nations de l'UEFA 2020-2021.
À l'occasion de France-Bulgarie du 8 juin 2021, il vit son 150e match sur le banc des Bleus. 
Il entraîne l'équipe de France lors du match France-Danemark du 3 juin 2022, à la suite de l'absence de Didier Deschamps pour raison familiale.

## Vie privée
Son fils Julien Stéphan a entraîné le Stade rennais FC du 3 décembre 2018 au 1er mars 2021, puis le Racing Club de Strasbourg Alsace du 28 mai 2021 au 9 janvier 2023, avant un retour au Stade Rennais le 19 novembre 2023 jusqu'à son remerciement par le club breton le 7 novembre 2024.

## Statistiques

### Joueur
| Saison                | Club                  | Championnat           | Championnat | Championnat | Coupe(s) nationale(s) | Coupe(s) nationale(s) | Total | Total |
| Saison                | Club                  | Division              | M.          | B.          | M.                    | B.                    | M.    | B.    |
| 1976-1977             | EA Guingamp           | Division 3            |             |             | 1                     | 0                     | 1     | 0     |
| 1977-1978             | EA Guingamp           | Division 2            | 33          | 13          | 1                     | 0                     | 34    | 13    |
| 1978-1979             | EA Guingamp           | Division 2            | 29          | 8           | -                     | -                     | 29    | 8     |
| 1979-1980             | EA Guingamp           | Division 2            | 28          | 9           | 3                     | 0                     | 31    | 9     |
| 1980-1981             | Stade rennais         | Division 2            | 21          | 2           | 2                     | 2                     | 23    | 4     |
| 1981-1982             | Le Havre AC           | Division 2            | 20          | 4           | 3                     | 0                     | 23    | 4     |
| 1982-1983             | Le Havre AC           | Division 2            | 27          | 6           | 2                     | 0                     | 29    | 6     |
| 1983-1984             | US Orléans            | Division 2            | 33          | 8           | 1                     | 0                     | 34    | 8     |
| 1984-1985             | US Orléans            | Division 2            | 27          | 1           | -                     | -                     | 27    | 1     |
| 1985-1986             | SM Caen               | Division 2            | 34          | 6           | 1                     | 0                     | 35    | 6     |
| Total sur la carrière | Total sur la carrière | Total sur la carrière | 252         | 57          | 14                    | 2                     | 266   | 59    |

### Entraîneur
- 1987-1988 : Entraîneur de l'équipe réserve du SM Caen (D3)
- 1988-1989 : Entraîneur du FC Montceau Bourgogne (Division 2)
- 1989-1992 : Entraîneur du FC Annecy (Division 2)
- 1992-1993 : Entraîneur-adjoint de Raymond Domenech à l’Olympique lyonnais
- 1993-1995 : Entraîneur-adjoint de Jean Tigana à l’Olympique lyonnais
- 1995-1997 : Entraîneur de l’Olympique lyonnais
- 1997-1998 : Entraîneur des Girondins de Bordeaux[14]
- juillet 1998-décembre 2002, au sein de la Direction technique nationale :
  - Entraîneur national de la FFF chargé de la formation des entraîneurs
  - Entraîneur-adjoint de Roger Lemerre
  - Entraîneur de l’équipe nationale A’
  - Entraîneur de l’équipe nationale des 18 ans
- janvier 2003-juin 2005 : Sélectionneur-entraîneur de l’équipe nationale du Sénégal (27 matchs)
- novembre 2005-juin 2007 : Entraîneur-adjoint de Jean Tigana au Beşiktaş
- juin 2009- juin 2012 : Entraîneur adjoint de Didier Deschamps à l'Olympique de Marseille
- Depuis juillet 2012 : Entraîneur adjoint de l'équipe de France avec Didier Deschamps comme sélectionneur

## Palmarès

### Entraîneur
Olympique lyonnais
- Finaliste de la Coupe de la Ligue en 1996

### Entraîneur adjoint
Adjoint de Didier Deschamps en Équipe de France
- Finaliste du Championnat d'Europe en 2016
- Vainqueur de la Coupe du monde en 2018
- Vainqueur de la Ligue des nations 2020-2021
- Finaliste de la Coupe du monde en 2022

Adjoint de Didier Deschamps à Marseille
- Vainqueur de la Coupe de la Ligue en 2010, 2011 et 2012
- Vainqueur du Trophée des Champions en 2010 et 2011
- Champion de France en 2010

Adjoint de Jean Tigana à Besiktas
- Vice-champion de Turquie en 2007
- Vainqueur de la Coupe de Turquie en 2006 et 2007
- Vainqueur de la Supercoupe de Turquie en 2006

Adjoint de Roger Lemerre avec l'équipe de France
- Vainqueur du Championnat d'Europe en 2000
- Vainqueur de la Coupe des Confédérations en 2001

Adjoint de Jean Tigana à Lyon
- Vice-champion de France en 1995

## Décoration
- Chevalier de la Légion d'honneur. Par décret du Président de la République en date du 31 décembre 2018, tous les membres de l'équipe de France championne du monde 2018 sont promus au grade de Chevalier de la Légion d'honneur[15].